# ماغي عون
ماغي عون إعلامية لبنانية

## حياتها الخاصة
ولدت في بيروت، درست الصحافة في الجامعة ثم إنتقلت إلى الإذاعة، متزوجة ولديها ابنتان: يارا وماريا

### معجزة القديس شربل مع إبنتها
صنع القديس شربل مع ابنتها يارا معجزة حيث قام بشفاء اذنها في 9 تشرين الأول 2008 حيث تحدثت لوسائل الإعلام عن هذة المعجزة التي باتت بصمة ونعمة روحية في حياتها.

## مشوارها المهني

### انطلاقتها مع المؤسسة اللبنانية للإرسال
انطلاقتها الفعلية كانت مع المؤسسة اللبنانية للإرسال أواخر الثمانينات قدمت خلال مسيرتها العديد من البرامج الاجتماعية، الفنية، والثقافية إضافة للحفلات والمهرجانات في لبنان والوطن العربي كانت أول إعلامية لبنانية تقوم بتغطية مهرجان التسوق في دبي في أوائل انطلاقته عام 1997 مع فريق عمل ال بي سي 
قدمت برامج عدة منها «زوار الدار»، نهر الفنون كأس النجوم، نحنا لبعض عيد الجيش وأهمها البرنامج الصباحي نهاركم سعيد لعدة سنوات بعدها قدمت برنامج تي تايم الموجه للمرأة العربية 
- عملت في الإعلام المسموع والمقروء بعدها في التلفزيون لاحقاً لمدّة أربعة عشر عاما. أصدرت مجلّتي الطبيّة «عالم الصحّة» لحوالي ثلاث سنوات، ومن ثمّ توقّفت في حرب تموز2006 لقلّة الإنتاج.
- عملت أيضا وراء الشاشة منذ العام 2007 لإنتاج برامج مثل «حكمة نساء»، «غيّرلي حياتي»، وفي شركات إنتاج عربيّة عديدة مثل تلفزيون دبي وأبوظبي.

شغلت منصب المسؤولة الاعلاميّة في اللّجنة الوطنيّة لوهب وزرع الأعضاء والأنسجة، ولا زالت. كما حملت قضايا اجتماعية متعددة في جمعيات مختلفة، مثل جمعيّات «عدل بلا حدود» و«التوحد» وهي ناشطة في المجال الاجتماعي. 
أسست قي العام 2015 جمعيتها الإنسانية الخيرية «كلنا لبعض». 
عام 2006 بدأت بتقديم برنامج«نحنا لبعض» لمدة سبع سنوات وهي الفكرة التي أسهمت في تأسيس جمعية (كلنا لبعض) في لبنان  
في مايو  2020 عادت لتقديم البرامج الصباحية من خلال برنامج «صباح اليوم» على قناة الجديد.

### انتقالها لقناة الآن في الإمارات
عام 2014 غادرت المؤسسة اللبنانية للإرسال لتقدم برنامج «بصمتي» على شاشة قناة الآن التي تبث من الإمارات العربية المتحدة واستضافت فيه أبرز الشخصيات الناجحة والأسماء اللامعة في الوطن العربي وتلقي الضوء على أهم إنجازاتهم على الصعيد المهني، الشخصي والإنساني. زمن أبرز ضيوفها المهندسة العالمية الراحلة زها حديد في خلطة تجمع بين التصوير الواقعي، الحواري والوثائقي تتمحور حلقات البرنامج الذي يعتمدعلى السرعة الديناميكية في الصورة والمضمون ليختصر أبرز محطات حياة الضيف، إنجازاته وبصمته الخاصة.